# OpenOffice.org Impress
OpenOffice.org Impress je open source nástroj na tvorbu prezentací z kancelářského balíku OpenOffice.org. Jedná se o přímého konkurenta Microsoft PowerPoint z balíku Microsoft Office. Své dokumenty ukládá do formátu OpenDocument, ale umí též pracovat s formátem .ppt Microsoft PowerPoint a spoustou dalších.